# Новосибірська ТЕЦ-4
Новосибірська ТЕЦ-4 — теплова електростанція у Новосибірській області Росії.
ТЕЦ почали зводити з метою забезпечення потреб Новосибірського заводу хімконцентратів, призначенням якого був випуск ядерного палива для промислових реакторів. В 1952—1954 роках на майданчику станції ввели в дію чотири парові котли типу ЦКТИ-75 продуктивністю по 75 тонн пари на годину, від яких живились дві парові турбіни типу АПТ-12 потужністю по 12 МВт.
В 1957—1960 роках ТЕЦ підсилили другою чергою, яка мала чотири парові котли від Барнаульського котельного заводу типу ТП-170 продуктивністю по 170 тонн пари на годину та три парові турбіни потужність по 25 МВт — дві від Уральського турбінного заводу типу ПТ-25-90 (станційні номери 3 та 4) і одна виробництва Брянського машинобудівного заводу типу Т-25-90 (номер 5).
В 1970 почалось введення обладнання третьої черги, яка отримала чотири парові котли від Таганрозького котельного заводу типу ТП-81 продуктивністю по 420 тонн пари на годину та три парові турбіни виробництва Уральського турбінного заводу типу Т-100-130 потужністю по 100 МВт (номери 6 — 8). Таким чином, загальна потужність станції досягнула 399 МВт.
В 2010-му турбіну № 8 модернізували до рівня Т-110-130 зі збільшенням потужності до 110 МВт. Крім того, в якийсь момент турбіни № 3 та № 4 переномінували до рівня ПТ-22-90 зі зменшенням потужності до 22 МВт, а турбіну № 5 переномінували до рівня Т-30-90 зі збільшенням потужності до 30 МВт. Оскільки ще до початку 2010-х застарілі турбіни № 1 та № 2 вивели з експлуатації, загальна потужність ТЕЦ становить 384 МВт.
Для збільшення теплової потужності ТЕЦ  обладнали шістьома водогрійними котлами типу ПТВМ-100 продуктивністю по 100 Гкал/год, так що загальна теплова потужність станції дорівнювала 1649 Гкал/год. В 2013-му вони були виведені з експлуатації через поганий технічний стан, а на заміну змонтували водогрійний котел типу КВГМ-139,6-150 продуктивністю 120 Гкал/год.
Як паливо станція використовує вугілля. В 1981 році один з котлів перевели на газ (що став надходити до регіону по газопроводу Проскоково — Новосибірськ), проте подальшого розвитку цей проект не отримав. 
Для видалення продуктів згоряння призначені чотири димарі заввишки лише по 60 метрів. Така незначна висота пояснюється розташуванням неподалік аеродрому Новосибірського авіазаводу. На початку 2020-х оголосили про намір збільшити висоту труб до 98 метрів.
Видача продукції відбувається по ЛЕП, що працюють під напругою 110 кВ.